# Сабріна Сантамарія
Сабріна Сантамарія (англ. Sabrina Santamaria) — американська тенісистка, що спеціалізується на парній грі, переможнця двох (станом на червень 2023) турнірів WTA у парному розряді.
Батько Сабріни — виходець із Панами, мати — філіппінка. 

## Фінали турнірів WTA

### Парний розряд: 9 (3 титули, 6 поразок)
| Легенда       |
| ------------- |
| Grand Slam    |
| WTA 1000      |
| WTA 500 (0–1) |
| WTA 250 (3–5) |

| За поверхнею |
| ------------ |
| Хард (1–5)   |
| Ґрунт (2–1)  |
| Трава (0–0)  |
| Килим (0–0)  |

| Результат | В–П | Дата     | Турнір                           | Статус        | Поверхня | Партнерка         | Супротивники                            | Рахунок          |
| --------- | --- | -------- | -------------------------------- | ------------- | -------- | ----------------- | --------------------------------------- | ---------------- |
| Поразка   | 0–1 | Бер 2018 | Abierto Mexico                   | International | Хард     | Кейтлін Крістіан  | Татьяна Марія Гезер Вотсон              | 5–7, 6–2, [2–10] |
| Поразка   | 0–2 | Кві 2019 | Istanbul Cup, Turkey             | International | Ґрунт    | Алекса Гуарачі    | Тімеа Бабош Крістіна Младенович         | 1–6, 0–6         |
| Поразка   | 0–3 | Вер 2019 | Tashkent Open, Uzbekistan        | International | Хард     | Даліла Якупович   | Гейлі Картер Луїза Стефані              | 3–6, 6–7(4–7)    |
| Поразка   | 0–4 | Бер 2021 | St. Petersburg Trophy, Russia    | WTA 500       | Хард (з) | Kaitlyn Christian | Надія Кіченок Ралука Олару              | 6–2, 3–6, [8–10] |
| Перемога  | 1–4 | Бер 2022 | Monterrey Open, Mexico           | WTA 250       | Хард     | Кетрін Гаррісон   | Хань Сіньюнь Яна Сізікова               | 1–6, 7–5, [10–6] |
| Поразка   | 1–5 | Вер 2022 | Korea Open, South Korea          | WTA 250       | Хард     | Ейджа Мухаммад    | Крістіна Младенович Яніна Вікмаєр       | 3–6, 2–6         |
| Перемога  | 2–5 | May 2023 | Grand Prix Lalla Meryem, Morocco | WTA 250       | Ґрунт    | Yana Sizikova     | Інгрід Гамарра Мартінз · Лідія Морозова | 3–6, 6–1, [10–8] |
| Поразка   | 2–6 | Січ 2025 | WTA Auckland Open, Нова Зеландія | WTA 250       | Тверде   | Александра Крунич | Цзян Сіньюй У Фансьєнь                  | 3–6, 4–6         |
| Перемога  | 3–6 | Кві 2025 | Open de Rouen                    | WTA 250       | Ґрунт    | Александра Крунич | Ірина Хромачова Лінда Носкова           | 6–0, 6–4         |